# Isla Folly
La isla Folly es una isla subantártica ubicada en el grupo de las islas Campbell de Nueva Zelanda.

## Medio ambiente
En un relevamiento de la isla realizado en 1976, se determinó que en la misma habitaban ratas y "posiblemente el único sector prístino de
Chionochloa antarctica" (una gramínea coriáacea) de la zona, de acuerdo a los naturalistas. También se realizaron relevamientos de artrópodos pero solo se determinó la existencia de un Weta. En el 2001 se erradicaron las ratas del grupo de islas Campbell. La zona es una de los cinco grupos de islas subantárticas identificadas como Patrimonio de la Humanidad por UNESCO.

### Zona importante para las aves
La isla es parte del Área importante para la conservación de aves del grupo de islas Campbell, identificada en este sentido por BirdLife International a causa de su significancia como sitio de reproducción de varias especies de aves marinas como también de las especie endémicas cerceta de Campbell y agachadiza de Auckland.